# Mount Bracey
Mount Bracey är ett berg i provinsen British Columbia i Kanada. Toppen på Mount Bracey ligger 1 959 meter över havet och primärfaktorn är 469 meter. Den högsta punkten i närheten är Sentinel Peak, 2 513 meter över havet, 9 km öster om Mount Bracey. Berget fick sitt namn 1965 till minne av korpral Charles William Bracey i Kanadas armé, som stupade i strid 15 augusti 1944 under Andra världskriget.